# Lithacodia armilla
Lithacodia armilla är en fjärilsart som beskrevs av Saalmüller 1891. Lithacodia armilla ingår i släktet Lithacodia och familjen nattflyn. Inga underarter finns listade i Catalogue of Life.